# Patti (album)
| Recensione | Giudizio |
| ---------- | -------- |
| AllMusic   | [ 2 ]    |

Patti è il settimo album della cantante Patti LaBelle, uscito il 3 luglio 1985.

## Descrizione
Dopo sette anni di modesto successo, Patti LaBelle divenne finalmente una star solista dopo l'uscita dell'album del 1983, I'm in Love Again, e i suoi singoli di successo "If Only You Knew" e "Love, Need and Want You"e la colonna sonora del 1984" New Attitude "e" Stir It Up " per il film di Eddie Murphy, Beverly Hills Cop. LaBelle ha raggiunto una certa notorietà diventando una delle migliori star del concerto Live Aid a Philadelphia. Nel dicembre del 1984, LaBelle firmò un nuovo contratto con la MCA Records e iniziò a lavorare sul suo primo album con l'etichetta, Winner in You . Nel frattempo, a Philadelphia International sono rimaste molte registrazioni di Patti LaBelle raccolte tra le sessioni di registrazione del 1983-1984, tra cui una cover live di " If You Don't Know Me By Now " di Harold Melvin e The Blue Notes.
L'album includeva "Look to the Rainbow", che divenne il nome del video di un suo concerto dal vivo del 1985 a New York, e la cover di "If You Don't Know Me By Now", che, insieme alla ballata R&B "I Can't Forget You", entrò nelle classifiche R&B. "If You Don't Know Me By Now" è diventato una costante per i concerti di LaBelle dopo l'uscita dell'album. L'ultimo album contrattuale di LaBelle con Philadelphia International, è stato anche il suo ultimo album con un'etichetta registrata dalla CBS dopo un'associazione di 11 anni. Inoltre, è stato anche l'ultimo album PIR ad essere distribuito in base all'accordo originale con la CBS Records prima che l'etichetta passasse la distribuzione alla Manhattan Records.

## Tracce
1. "Love Symphony" (Linda Womack) - 3:36
2. "Living Double" (Bunny Sigler) - 4:20
3. "Where I Wanna Be" (Kenny Gamble) - 4:16
4. "Shy" (Bunny Sigler) - 4:26
5. "Look to the Rainbow" (Burton Lane, E.Y. "Yip" Harburg) - 4:31
6. "I Can't Forget You" (James Herbert Smith, Terri Wells) - 4:34
7. "What Can I Do For You" (Charles B. Simmons, Richard W. Roebuck) - 4:14
8. "If You Don't Know Me by Now" (live) (Kenny Gamble, Leon Huff) - 8:09

## Formazione
- Patti LaBelle - voce solista e armonia, voce secondaria (6)
- Cecil Du Valle - tastiere (1), sintetizzatore (1)
- Leon Huff - tastiere (1)
- Reggie Griffin - sintetizzatore (1, 2, 4), chitarra (1), programmazione batteria (2, 4), arrangiamenti (2, 4), Minimoog (4), tastiere (4), basso (4)
- James Sigler - tastiere (2), sintetizzatore (2, 4), arrangiamenti (2, 4, 5)
- William Jolly - tastiere (3), sintetizzatore (3), cori (3), arrangiamenti (3)
- Joel Bryant - piano acustico (3)
- Lenny Pakula - organo (3)
- Bunny Sigler - tastiere (4)
- James Budd Ellison - piano acustico (5), tastiere (8), arrangiamenti (8), direttore musicale (8), direttore d'orchestra (8)
- Philip Woo - piano acustico (5), tastiere (8), sintetizzatore (8)
- Dexter Wansel - tastiere (6), arrangiamenti (6)
- Joseph Jefferson - tastiere (7), arrangiamenti (7)
- Herb Smith - chitarra (1, 5, 6, 8), voce secondaria (6, 8)
- Cecil Womack - chitarra (1, 3), arrangiamenti (1, 3)
- Dennis Harris - chitarra (2, 4, 7)
- Jimmy Williams - basso (1, 2, 3, 5, 7)
- Steve Green - basso (6)
- Darryl Jones - basso (8)
- Quinton Joseph - batteria (1, 2, 3)
- John Ingram - batteria (5, 8), voce secondaria (8)
- Charles Collins - batteria (7)
- Clifford "Pete" Rudd - batteria (6)
- Miguel Fuentes - percussioni (6)
- Don Renaldo - corni e archi (2, 3, 4, 6)
- Samuel Peake - sassofono (7), sax solo (8)
- Andrea Jackson - cori (3)
- Donna Natson - cori (3)
- Veronica Underwood - cori (3)
- Cynthia Biggs - cori (6)
- Terri Wells - cori (6)
- Edward Batts - cori (8)

### Produzione
- Produttori - Reggie Griffin (Tracce 1, 2 e 4); Cecil Womack (tracce 1 e 3); Kenny Gamble (tracce 2-5 e 8); Bunny Sigler (tracce 2 e 4); James Sigler (Traccia 5); Dexter Wansel (Traccia 6); Joseph Jefferson (traccia 7); Leon Huff (Traccia 8).
- Produttori esecutivi - Kenny Gamble e Leon Huff
- Ingegneri - Peter Humphreys, King Shameek, Arthur Stoppe e Joe Tarsia.
- Assistenti tecnici: Randy Abrams, Tom Caine, Marin Conaty, Scott MacMillan, Glenn McKee, Adam Silverman e Vince Warsavage.
- Brani n. 1-7 registrati ai Sigma Sound Studios (Filadelfia, PA).
- Traccia 9 registrata dal vivo alla Convention Hall (Washington, DC). Unità remota fornita da Fanta Sound Studios (Nashville, TN).
- Direzione artistica - Stephen Byram
- Illustrazione - Diane Best